# Fundão (Recife)
O bairro do Fundão integra a 2ª Região Político-Administrativa do Recife (RPA-2), ao Norte da cidade, formada por um total de 18 bairros.
Fundão está localizado entre os bairros de Água Fria, Cajueiro e Porto da Madeira. 
No Fundão, no Alto do Céu, encontra-se o Sistema Produtor Alto do Céu, uma das mais importantes estações de tratamento de água no Recife, gerenciado pela Compesa.
Na Rua Coronel Urbano Ribeiro de Sena encontra-se um dos 13 baobás tombados do Recife, que possui mais de 150 espécimes dessa árvore.

## Dados demográficos
- População: 8.132 habitantes
- Área: 62 hectares
- Densidade: 130,21 hab./ha[2]
- População por sexo: 45,59% de homens e 54,41%de mulheres.

## Sistema educacional
No bairro do Fundão encontram-se as seguintes instituições educacionais:
Municipais
- Escola Municipal Anita Paes Barreto
- Escola Municipal Antônio Heráclio do Rego
- Escola Municipal Antônio Luiz
- Escola Professor Pedro Augusto Carneiro Leão[5]

Privadas
- Escola Base de Ensino
- Escola Novo paraíso.